# Zona metropolitana de Mérida
La Zona Metropolitana de Mérida es la región urbana resultante de la fusión del municipio de Mérida con otros cuatro municipios con los que comparte una conurbación constante la cual suele denominarse ciudad de Mérida. Adicionalmente, se integra por otros 6 municipios cercanos, que por diversas características, conforman esta Zona Metropolitana, ubicado en el estado de Yucatán, en México.
La Zona Metropolitana de Mérida es la undécima más poblada de México, después de la Zona Metropolitana de La Laguna, según el Instituto Nacional de Estadística y Geografía (INEGI) en 2020.

## Delimitación
La Zona Metropolitana de Mérida, según datos del INEGI en 2015, se localiza en la parte noroeste del estado mexicano de Yucatán y está conformada oficialmente por 11 municipios, de los cuales 3 son considerados como municipios centrales, es decir, municipios que cuentan con una conurbación continua, dichos tres municipios son: Mérida, Kanasín y Umán, mientras que los demás municipios son: Acanceh, Conkal, Hunucmá, Samahil, Timucuy, Tixkokob, Tixpéhual y Ucú.

## Población y extensión territorial
La población total de la zona metropolitana sumó 897 740 habitantes en el 2005 y se estimó que para el 2007 contó con cerca de 949 979 habitantes distribuida en los cinco municipios pertenecientes a la zona, en una superficie total de 1528 km² con una densidad promedio de 69.2 habitantes por hectárea. En aquél año, el municipio más poblado de la zona fue Municipio de Mérida con una población cercana a los 892 363 de habitantes, en contraste con Ucú con poco más de 3682 habitantes, siendo este último el menos poblado de los cinco municipios.
En el año 2015, el INEGI conjunto a otras dependencias de la administración pública federal, actualizó la delimitación de las áreas metropolitanas de Mérida sumando un total de 11 municipios. En el año 2020 la población total de la zona metropolitana sumó 1 316 088 habitantes.
| n.º | Municipio | Población (hab) | Porcentaje de población estatal | Superficie (km²) | Densidad de población (hab/km²) |
| --- | --------- | --------------- | ------------------------------- | ---------------- | ------------------------------- |
| 1   | Mérida    | 995 129         | 42.9 %                          | 874.4            | 1,138.1                         |
| 2   | Kanasín   | 141 939         | 6.1 %                           | 106.3            | 1,335.1                         |
| 3   | Umán      | 69 147          | 3.0 %                           | 354.1            | 45.5                            |
| 4   | Hunucmá   | 35 137          | 1.5 %                           | 839.6            | 41.8                            |
| 5   | Tixkokob  | 18 420          | 0.8 %                           | 172.3            | 106.9                           |
| 6   | Acanceh   | 16 772          | 0.7 %                           | 137.3            | 122.2                           |
| 7   | Conkal    | 16 671          | 0.7 %                           | 63.3             | 263.2                           |
| 8   | Timucuy   | 7503            | 0.3 %                           | 134.6            | 55.8                            |
| 9   | Tixpéhual | 5690            | 0.2 %                           | 70.9             | 80.3                            |
| 10  | Samahil   | 5631            | 0.2 %                           | 160.6            | 35.1                            |
| 11  | Ucú       | 4 049           | 0.2 %                           | 130.8            | 31.0                            |
| -   | Total     | 1 316 088       | 56.6                            | 3 044.2          | 3,255.00                        |

| Dato                            | Año     | Año     | Año     | Año     | Año     | Año       |
| Dato                            | 1990    | 1995    | 2000    | 2005    | 2010    | 2015      |
| ------------------------------- | ------- | ------- | ------- | ------- | ------- | --------- |
| Población total                 | 629.506 | 738.545 | 803.920 | 897.740 | 957.883 | 1 143 041 |
| Tasa de crecimiento medio anual | 2,9 %   | 2,0 %   | 2,0 %   | 2,4 %   | 4,9 %   | 1,7 %     |

## Localidades
La Zona Metropolitana de Mérida está formada por las siguientes localidades: [cita requerida]
Del municipio de Conkal
- Conkal
- Xcuyún

Del municipio de Kanasín
- Kanasín
- San Antonio Tehuitz
- San Pedro Nohpat
- Teya

Del municipio de Mérida
- Mérida
- Xmatkuil
- Caucel
- Chablekal
- Cheumán
- Cholul
- Cosgaya
- Dzidzilché
- Dzityá
- Dzoyaxché
- Dzununcán
- Hunxectamán
- Kikteil
- Komchén
- Leona Vicario
- Molas
- Noc Ac
- San Antonio Hool
- San Ignacio Tesip
- San José Tzal
- San Luis Tixcuytún
- Sac Nicté
- San Pedro Chimay
- Santa Cruz Palomeque
- Santa María Chí
- Santa María Yaxché
- Sierra Papacal
- Sitpach
- Suytunchén
- Tamanché
- Texán Cámara
- Yaxché Casares
- Xcanatún
- Xcunyá

Del municipio de Ucú
- Ucú
- Yaxché de Peón

Del municipio de Umán
- Umán